# Rodrigo Guzmán Yacsich

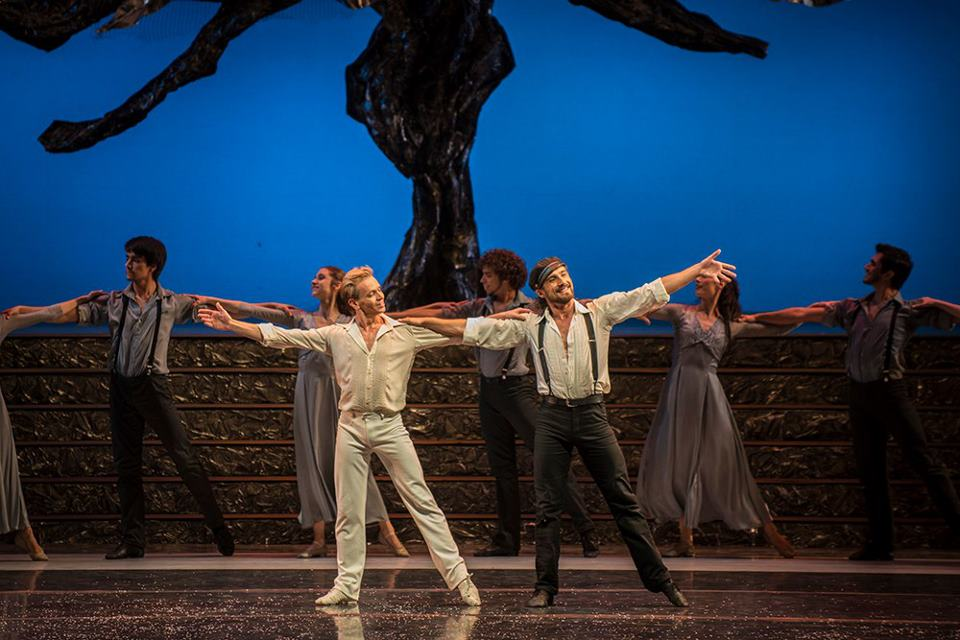
Rodrigo Guzmán en Zorba, el griego.

Rodrigo Guzmán Yacsich (Punta Arenas, Región de Magallanes y Antártica Chilena, 19 de mayo de 1979) es un bailarín de ballet chileno, que se desempeña como primer bailarín estrella en la Compañía de Ballet de Santiago del Teatro Municipal de la capital chilena.

## Trayectoria
Inició sus primeras actividades en la danza en su ciudad natal de Punta Arenas. En 1997 viajó a Santiago, donde ingresó a la Escuela de Ballet del Teatro Municipal de la capital chilena. En 1999 fue contratado por Ivan Nagy como aspirante del Ballet de Santiago y, a los pocos meses, fue promovido como cuerpo de baile.
Ha bailado en muchos roles como solistas, y trabajado con coreógrafos chilenos y extranjeros. También trabajó bajo la dirección de Ricardo Bustamante y Luz Lorca bailando roles principales, como Lankadem (El corsario), Basilio (Don Quijote), Albrecht (Giselle), Sigfrido (El lago de los cisnes), Franz (Coppélia), Pinkerton (Madama Butterfly) y El Elegido (La consagración de la primavera), entre otros, por lo que la directora Marcia Haydée lo ascendió directamente del cuerpo de baile a primer bailarín en 2004. Ese mismo año, ella creó para él, en su debut como bailarín principal, el rol de Escamillo el Torero en su versión de Carmen.
Ha destacado como Petruchio en La fierecilla domada y Lescaut en Manon (Altazor 2006) —papel que luego bailó en el Teatro Ópera de Buenos Aires, junto a Julio Bocca y Alessandra Ferri—. En 2006 recibió el Premio del Círculo de Críticos por su interpretación de Carabosse en La bella durmiente, de Marcia Haydée, donde trabajó directamente con el bailarín y coreógrafo Richard Cragun. Destacó también por su interpretación como Mercutio en Romeo y Julieta de John Cranko. En 2008 fue protagonista del estreno de 30 & Tr3s Horas Bar, junto a la banda de rock chileno Los Tres, con coreografía de Eduardo Yedro, con quien viajó ese mismo año como invitados al festival coreográfico de Noverre en Stuttgart (Alemania).
En 2011 encarnó el papel principal en el estreno latinoamericano de Drácula. En enero de 2012 bailó el ballet Don Quijote junto a Anette Delgado, primera bailarina del Ballet Nacional de Cuba, en el Teatro del Lago de Frutillar. En 2012 recibió el premio Altazor por su interpretación de Romeo. Ese mismo año fue preparado por Richard Cragun en La fierecilla domada. En 2013 debutó como Zorba el griego, papel que le valió su nombramiento como Primer Bailarín Estrella de la Compañía de Ballet de Santiago, el primer chileno en lograrlo, y el elogio de Lorca Massine, quien lo definió como «el mejor Zorba de la historia». Luego recibió el premio Altazor por su interpretación como Pinkerton en Madama Butterfly. En 2014 fue invitado por Lorca Massine a protagonizar Zorba, el griego en el Teatro de San Carlos de Nápoles.

## Reconocimientos
- Premio Apes 2005 (La fierecilla domada)
- Premios Altazor 2006 (Manon)
- Premio del Círculo de Críticos 2006 (La bella durmiente)
- Premios Altazor 2012 (Romeo y Julieta)
- Premios Altazor 2013 (Madama Butterfly)